# Hylopanchax stictopleuron
Hylopanchax stictopleuron är en fiskart som först beskrevs av Fowler, 1949.  Hylopanchax stictopleuron ingår i släktet Hylopanchax och familjen Poeciliidae. IUCN kategoriserar arten globalt som livskraftig. Inga underarter finns listade i Catalogue of Life.